# Nidhal Selmi
Nidhal Selmi (31 de enero de 1993 - 16 de octubre de 2014) fue un futbolista tunecino que jugaba en la demarcación de lateral izquierdo, y yihadista del Estado Islámico (ISIS).

## Biografía
Debutó como futbolista en 2013 con el Étoile Sportive du Sahel, jugando en el Championnat de Ligue Profesionelle 1, la máxima categoría del fútbol tunecino. Al finalizar la liga 2013/2014 ganó con el club la Copa de Túnez, jugando la final contra el CS Sfaxien. Cuando acabó la temporada dejó el club y se retiró del mundo del fútbol para unirse a las filas de los yihadistas del Estado Islámico.
Falleció el 16 de octubre de 2014 en combate a los 21 años de edad.

## Selección nacional
Llegó a formar parte de la selección de fútbol sub-17 de Túnez, ganando el campeonato árabe de 2012.

## Clubes
| Club                     | País  | Año         |
| ------------------------ | ----- | ----------- |
| Étoile Sportive du Sahel | Túnez | 2013 - 2014 |

## Palmarés

### Campeonatos nacionales
| Título        | Club                     | País  | Año  |
| ------------- | ------------------------ | ----- | ---- |
| Copa de Túnez | Étoile Sportive du Sahel | Túnez | 2014 |

### Campeonatos internacionales
| Título                            | Club                                | País  | Año  |
| --------------------------------- | ----------------------------------- | ----- | ---- |
| Campeonato árabe de Fútbol Sub-17 | Selección de fútbol sub-17 de Túnez | Túnez | 2012 |